# Cèl·lula multinivell (electrònica)
Una cèl·lula multinivell (MLC n'és l'acrònim anglès), en electrònica, és un element de memòria capaç d'emmagatzemar més d'un bit d'informació. Les MLC s'empra en memòries flaix tipus NAND per a permetre emmagatzemar més bits d'informació emprant el mateix nombre de transistors. En una cèl·lula d'un nivell (SCL) cada transistor només guarda dos estats (0/1). La majoria de memòries flaix tenen 2 bits per cèl·lula, per tant 4 possibles estats. L'inconvenient és la reducció del marge de separació dels estats i la major probabilitat d'error.

## Tipus de MLC
| MLC | Nom      | bits/cel | Estats/cel | Cost  | Velocitat | Consum | Vida en cicles de borrat |
| --- | -------- | -------- | ---------- | ----- | --------- | ------ | ------------------------ |
| SCL | Simple   | 1        | 2          | major | major     | menor  | major                    |
| BLC | Doble    | 2        | 4          |       |           |        |                          |
| TLC | Triple   | 3        | 5          |       |           |        |                          |
| QLC | Quàduple | 4        | 16         | menor | menor     | major  | menor                    |

## Implementacions en IC
Fabricants MLC a juny del 2017 :
| Fabricant | SCL | BSL | TSL | QLC |
| --------- | --- | --- | --- | --- |
| Samsung   | Sí  | Sí  | Sí  |     |
| Toshiba   | Sí  | Sí  | Sí  | Sí  |
| Intel     | Sí  | Sí  | Sí  |     |
| Micron    | Sí  | Sí  | Sí  |     |
| ISSI      | Sí  |     |     |     |
| Adesto    | Sí  |     |     |     |